# Chyranda centralis
Chyranda centralis là một loài Trichoptera trong họ Limnephilidae. Chúng phân bố ở miền Tân bắc.